# پاول بانیا

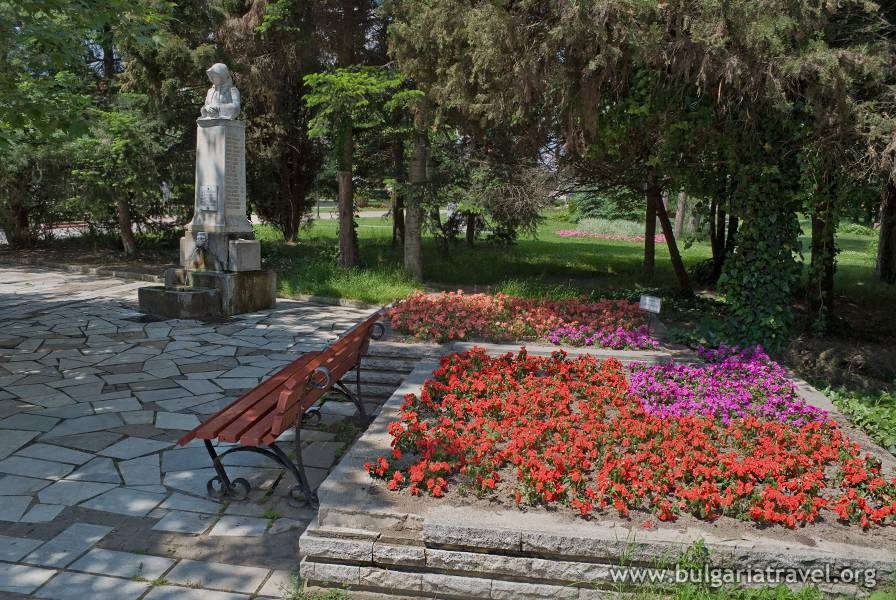
نمایی از یک پارک در شهر پاول بانیا، استارا زاگورا، بلغارستان - ۲۰۱۱

پاول بانیا شهری در استارا زاگورا کشور بلغارستان است که جمعیت آن در سال ۲۰۰۱ میلادی ۳٬۰۶۰ نفر بوده‌است.